# 植村家貞
植村 家貞（うえむら いえさだ）は、大和高取藩の第2代藩主。

## 略歴
元和4年（1618年）、初代藩主・植村家政の三男として生まれる。慶安3年（1650年）、父の死去により跡を継ぐ。明暦4年（1658年）7月7日、弟の政春に3000石を分与したため、高取藩は2万2000石となった。貞享4年（1687年）8月25日、次男の家言に家督を譲って隠居し、元禄3年（1690年）4月14日に死去した。享年73。
暗愚だったと言われている。